# اچ‌ام‌اس ام۲۱
اچ‌ام‌اس ام۲۱ (به انگلیسی: HMS M21) یک کشتی بود که طول آن ۱۷۷ فوت ۳ اینچ (۵۴٫۰۳ متر) بود. این کشتی در سال ۱۹۱۵ ساخته شد.